# Lawrence Jackson
Lawrence Jackson (født 30. august 1985 i Inglewood, Californien, USA) er en amerikansk footballspiller (defensive end), der pt. er free agent. Han har tidligere spillet flere år i NFL for henholdsvis Seattle Seahawks og Detroit Lions.

## Klubber
- 2008-2009: Seattle Seahawks
- 2010-2012: Detroit Lions